# Československá mobilizace v září 1938

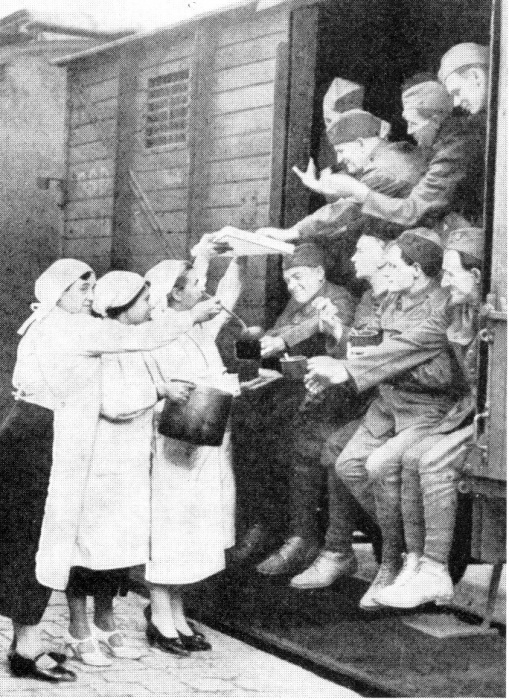
Mobilizace Československé armády 1938

Zářijová mobilizace Československé republiky byla vyhlášena 23. září 1938 a v tento den vstoupila republika do branné pohotovosti.
Bezprostřední ohrožení Československa nacistickým Německem vedlo v roce 1938 k vyhlášení dvou mobilizací – částečné mobilizaci v květnu 1938 v důsledku květnové krize (vydané třetí vládou Milana Hodži) a mobilizace v září 1938 (vydané vládou Jana Syrového).

## Vývoj událostí
Po vzniku Československa v roce 1918 byla zformována Československá armáda, která byla budována za pomoci Francouzské vojenské mise, jež měla velký vliv na československý generální štáb. Po fázi konsolidace a silném přezbrojení ve dvacátých a třicátých letech se Československá armáda stala jednou z nejlépe vybavených armád v tehdejší Evropě.
V době míru měla Československá armáda více než 200 000 vojáků v 17 pěších divizích a 4 rychlých divizích a 50 000 záložníků. Od poloviny 30. let bylo budováno československé pohraniční opevnění, na jehož stavbě se podíleli také poradci, kteří pracovali na výstavbě Maginotovy linie ve Francii. Do podzimu 1938 se podařilo naplnit záměry přibližně z jedné čtvrtiny. Přesto i nedokončené pevnostní linie tvořené 262 objekty těžkého opevnění a zhruba 10 000 objekty lehkého opevnění představovaly výrazné posílení obrany v hrozící válce, a téměř dokončené úseky na Ostravsku, Opavsku a Králicku tvořily pro nepřítele jen obtížně zdolatelnou překážku. Vedením výstavby opevnění byl pověřen generál Karel Husárek.
V roce 1936 byl vypracován mobilizační plán, který stanovil svolání více než 972 000 vojáků, z nichž mělo být dislokováno 60 % na Moravě, 25 % v Čechách a 15 % na Slovensku, převážně na hranicích s Německem, Rakouskem a Maďarskem, stejně jako s Polskem. Mezi nimi mělo být více než 192 000 vojáků německého a více než 61 000 vojáků maďarského původu; bylo plánováno, že budou umístěni na Slovensku nebo Podkarpatské Rusi, nikoli v příhraničních oblastech s Německem.

### Květen 1938
Na jaře roku 1938, několik týdnů po anšlusu Rakouska, byla situace v příhraničních oblastech přiléhajících k Říši velmi napjatá, došlo k radikalizaci sudetských Němců a jejich organizací. Vláda Milana Hodži byla prostřednictvím dvojitého agenta Paula Thümmela informována o přepracovaném plánu operace Fall Grün Adolfa Hitlera, podle něhož mělo být Československo napadeno 21. srpna 1938. Tyto informace však byly považovány za málo věrohodné.
Britští zpravodajové a československé zpravodajské služby však v této době poskytovali zprávy o koncentraci vojsk Wehrmachtu v Sasku a severovýchodním Bavorsku. Jednotky měly být součástí deseti divizí, které se zde shromažďovaly, jak uváděly agenturní zprávy z 18. a 19. května 1938. Pod vlivem těchto zpráv vláda na mimořádném zasedání večer 20. května 1938 rozhodla částečně mobilizovat ozbrojené síly. Následně byla vyhlášena ostraha hranic. Zároveň byla ministerstvem vnitra nařízena pohotovost praporů Stráže obrany státu (SOS). Družstva SOS, posílená o povolané vojenské zálohy, začala obsazovat pohraničí, včetně objektů lehkého opevnění. Povoláno bylo 180 000 vojáků v záloze na nedostatečně obsazené posty. Armáda se tak nakrátko zvětšila na 380 000 osob. Analýza francouzského generálního štábu například uváděla, že v Německu jde jen o přesuny jednotek do nových výcvikových prostorů u Grafenwöhru v Bavorsku a Königsbrücku v Sasku.
Po částečné mobilizaci získala Sudetoněmecká strana (SdP), která mezitím dosáhla počtu 1,3 milionu členů, přibližně 90 procent hlasů německých voličů v komunálních volbách. Tisk v Československu prezentoval tuto částečnou mobilizaci jako triumf a porážku Německa.
Po uklidnění situace byla 13. června 1938 ostraha hranic zrušena, jednotky SOS se začaly stahovat zpět a armádní záložníci byli propouštěni domů. To však mělo za následek další nárůst aktivity příslušníků sudetoněmeckého hnutí: ve velkém množství z Německa do Československa pašovali zbraně a propagandistický materiál, a prováděli výzvědnou činnost. Pohraniční služba nebyla schopna tento nával zvládat, protože se tak dělo na území s velkou převahou sudetoněmeckého obyvatelstva, které z velké většiny tuto činnost vnímalo jako pomoc své „pravé vlasti”.
Dne 3. srpna 1938 zahájila činnost Runcimanova mise, která byla završením snahy Velké Británie a Francie o diplomatické řešení sudetoněmeckého problému. Mise byla do ČSR vyslána s úmyslem získat obecný přehled o krizové situaci. Mise však počátkem září selhala.

## Vládní vyhláška č. 183/1938 Sb. z. a n.
Vláda republiky Československé vyhlašuje podle § 57, odst. 1 a 3 zákona ze dne 13. května 1936, č. 131 Sb. z. a n., o obraně státu, den 23. září 1938, jimž byla nařízena presidentem republiky podle § 23. branného zákona mobilisace, za den vstupu státu Československého do branné pohotovosti.
 Jan Syrový v. r., Vládní vyhláška č. 183/1938 Sb. z. a n. ze dne 23. září 1938, o vstupu státu do branné pohotovosti

## Vyhlášení mobilizace
Mobilizace byla vyhlášena 23. září 1938 ve 22.15 hodin, proběhla rychle a úspěšně. První záložníci se začali soustřeďovat u svých útvarů ihned po vyhlášení mobilizace.
Mobilizace povolala 18 ročníků I. zálohy a náhradní zálohy všech zbraní a služeb a dále část příslušníků II. zálohy – potřebných specialistů. Celkem bylo povoláno 1 250 000 mužů do zbraně včetně těch, kteří byli povoláni již před začátkem mobilizace. Dále bylo k dispozici 350 tanků, 5000 dělostřeleckých hlavní a 950 bojových letounů.[zdroj?]
Oproti rozkazu vůdce Sudetských Němců Konrada Henleina narukovalo asi 40 % sudetských Němců, nebylo však zřejmé, jestli se na ně může armáda spolehnout. Armádní štáb byl přemístěn do zámku v Račicích na Vyškovsku.

## Struktura mobilizované armády
- Hlavní velitelství – stanoviště velitelství Račice u Vyškova
  - Ústřední záloha (9 divizí)
- 1. armáda (11 divizí a 1 brigáda) – velitelství v Kutné Hoře
- 2. armáda (4 divize) – velitelství v Olomouci
- 3. armáda (7 divizí) – velitelství v Kremnici
- 4. armáda (9 divizí) – velitelství v Brně

## Demobilizace
O demobilizaci armády rozhodla po přijetí mnichovské dohody (30. září 1938) a následné abdikaci prezidenta Edvarda Beneše (5. října 1938) ministerská rada dne 6. října 1938. Demobilizace měla proběhnout v pěti etapách, z nichž první se měla uskutečnit 9. a 10. října a poslední 15. prosince 1938.